# M-am hotărât să devin prost
M-am hotărât să devin prost (în original Comment je suis devenu stupide) este un roman filozofic scris de autorul francez Martin Page. A fost publicat de Le Dilettante în 2001. Cartea a câștigat premiul Euregio-Schüler-Literaturpreis. A fost tradusă în peste 24 de limbi.